# Kaasrasp

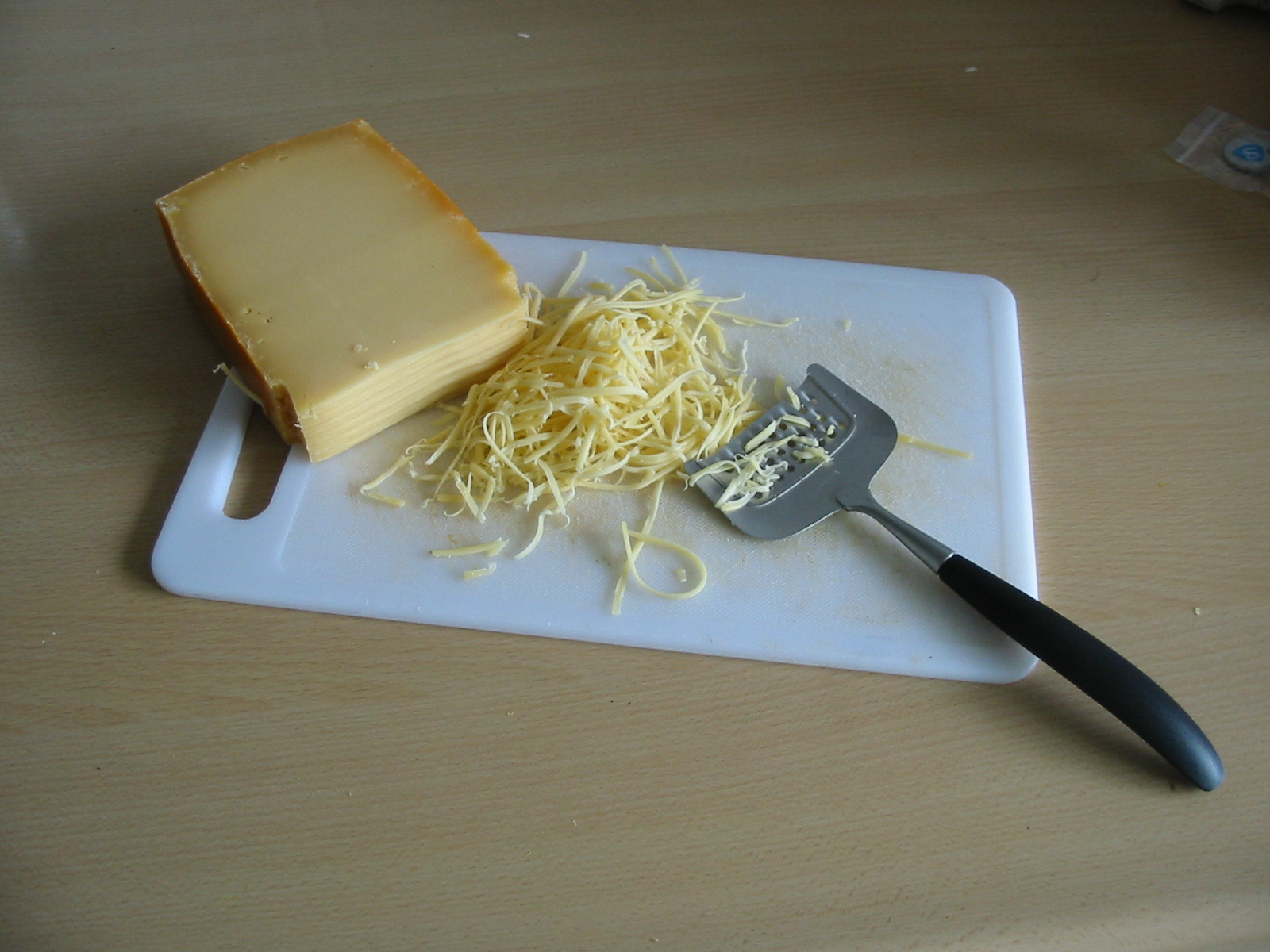
Een kaasrasp van Boska

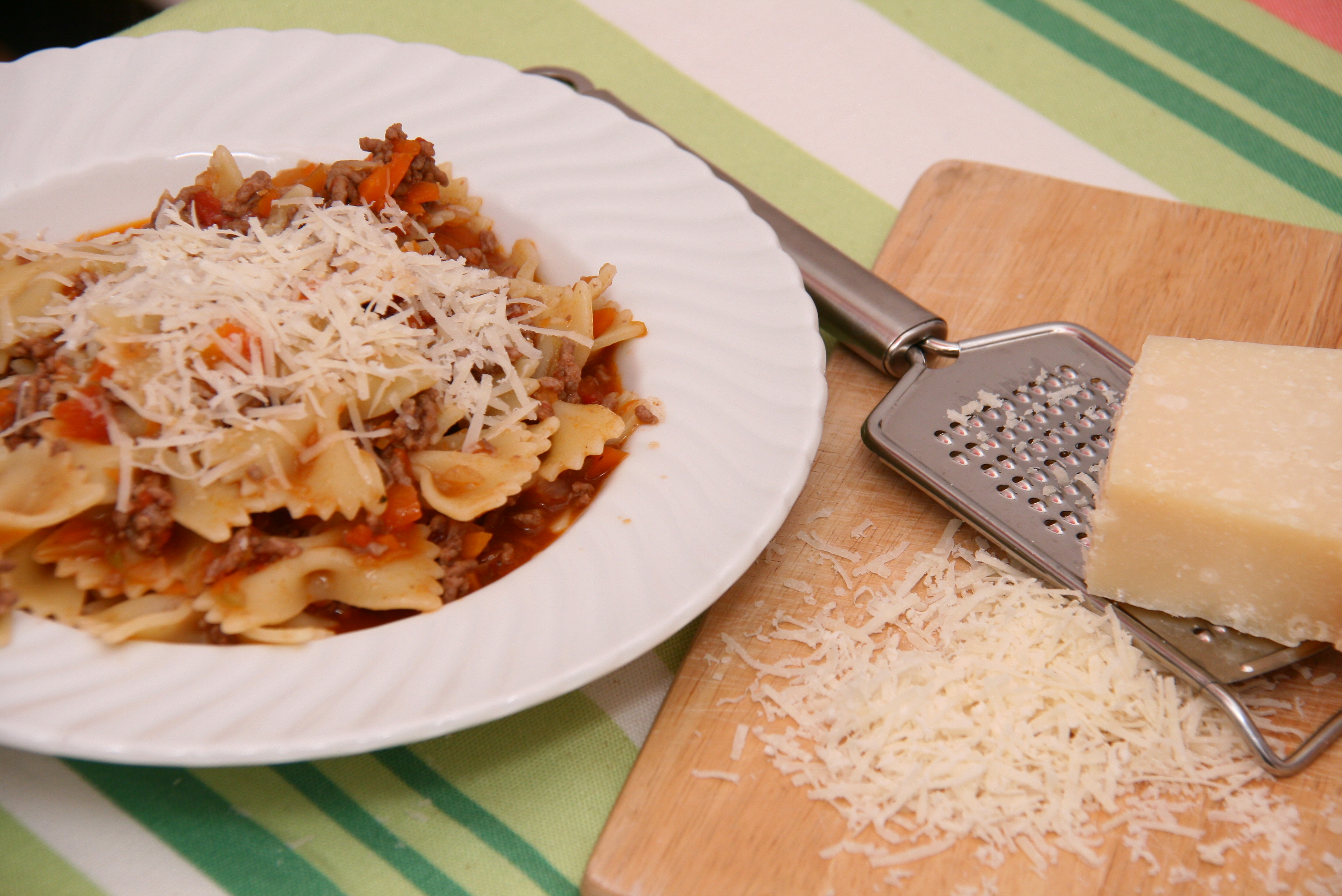
Pasta bolognese met versgeraspte kaas

Een kaasrasp is een rasp om kaas mee te raspen. De kaasrasp is meestal van metaal en voorzien van kleine gaatjes met scherpe, uitstaande puntjes. 
Er zijn kaasraspen die men min of meer gebruikt zoals een kaasschaaf; het handvat van de rasp is dan soms ook van metaal, maar vaker van hout of kunststof. 
Er zijn ook 'kaasmolens' met een roterende rasp, waarmee gemakkelijker grotere hoeveelheden kaas te raspen zijn. Zowel bij de kaasrasp als bij de kaasmolen is de rasp van roestvast staal.
De kaasmolens zijn meestal ongeschikt voor linkshandigen. Er bestaan echter ook kaasmolens voor links- en rechtshandigen. Kaasraspen en kaasmolens zijn minder geschikt voor het raspen van jonge kaas, omdat deze te zacht is.